# Альтмейер, Петер
Иоганн Петер Альтмейер (нем. Peter Altmeier; 12 августа 1899 — 28 августа 1977) — немецкий политик.

## Биография
Сын активиста Католического рабочего движения. Участник Первой мировой войны. Попал в плен. После возвращения из плена учился в коммерческой школе, которую окончил в 1923 году. Затем работал в частном секторе. С 1940 по 1946 год был управляющим директором рейнского оптового бизнеса.
Во время Веймарской республики стал членом молодежного крыла католической партии Центра. После Второй мировой войны П. Альтмейер был одним из основателей ХДС.
С 1946 по 1966 год П. Альтмейер занимал пост председателя христианских демократов земли Рейнланд-Пфальц. Его преемником был Гельмут Коль, который сменил его в 1969 году на посту премьер-министра.
С 9 июля 1947 по 19 мая 1969 года был Премьер-министром земли Рейнланд-Пфальц. Работая в этой должности почти 22 года, является самым продолжительно действующим премьер-министром немецкой земли. Одновременно — министр экономики и транспорта (1948—1967), министр внутренних дел, министр экономики земли Рейнланд-Пфальц.
В 1954—1955 и 1965—1966 годах П. Альтмейер занимал пост президента Федерального совета Германии (бундесрата).
Похоронен на Главном кладбище Кобленца.

## Награды
- Большой крест Ордена «За заслуги перед Федеративной Республикой Германия» (1953)
- Орден «За заслуги» (1976, Саар)
- Почётный гражданин города Кобленц (1959)
- Почётный гражданин города Майнц
- Почётный доктор Майнцского университета (1965)

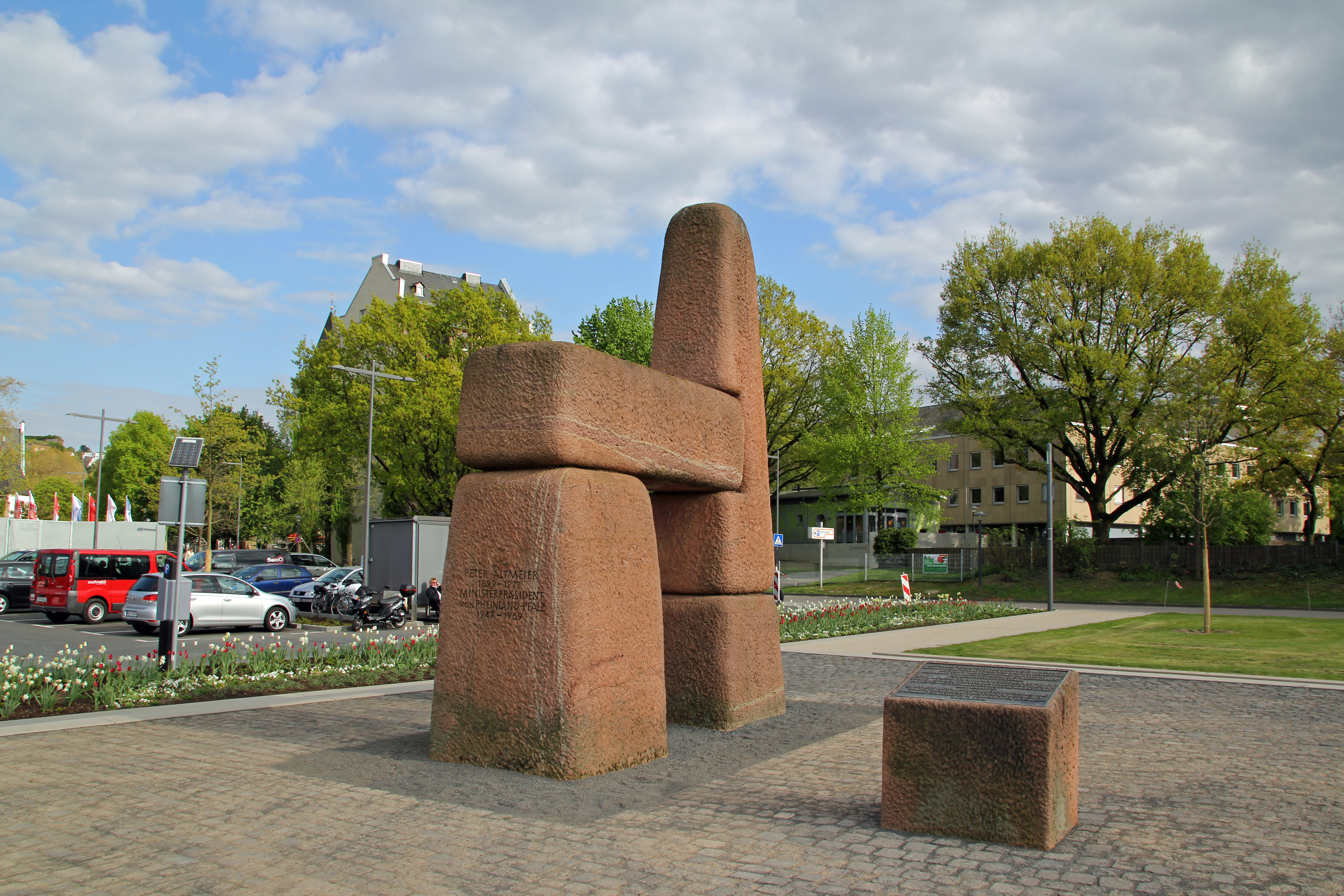
Памятник П. Альтмейеру в Кобленце

## Память
В Кобленце недалеко от Немецкого угла на берегу Мозеля в 1981 году в честь П. Альтмейера установлен памятник.